# Висше училище по застраховане и финанси
ПОКАЗВ_ЗАГЛАВИЕ
Университет по застраховане и финанси (съкратено УЗФ) е частно специализирано висше училище в София, България. Намира се на адрес София 1618, ж.к. Овча купел, ул. „Гусла“ 1.
Това е частно висше училище в областта на бизнеса, финансите, застраховането, мениджмънта и маркетинга.

## История
Висшето училище по застраховане и финанси е частна образователна инстутуция. То е открито с решение на XXXIX народно събрание на Република България от 25.07.2002 г. и обучава студенти в бакалавърската и магистърската степен по специалности от професионалното направление „Икономика“, както и докторанти по акредитирани докторантски програми. По част от специалностите в магистърската степен се осъществява съвместно или подкрепящо обучение на студенти с конкретни партньорски бизнес организации.
Висшето училище е получило четвърта институционална акредитация от Акредитационния съвет на Националната агенция за оценяване (НАОА) с Протокол № 11 от 11.06.2020 г. със срок от пет години и втора програмна акредитация на професионалното направление „Икономика“ от Постоянната комисия по стопански науки и управление на НАОА с Протокол № 6 от 23.03.2016 г., със срок от шест години. Със същия протокол постоянната комисия е дала и програмна акредитация на две докторантски програми във висшето училище („Финанси,застраховане и осигуряване“ и „Счетоводство, контрол и анализ“) за срок от пет години.
ВУЗФ е получило две поредни международни акредитации от THE BRITISH ACCREDITATION COUNCIL (Британския акредитационен съвет), който е член на Европейската асоциация за осигуряване на качеството на висшето образование (ENQA), в периода 2013-2021 г.
Счетоводните програми на ВУЗФ имат международна  акредитация от The Association of Chartered Certified Accountants (ACCA) с период на валидност от 01.01.2022 г. до 31.12.2026 г. Получената акредитация дава възможност на студентите на ВУЗФ да бъдат признати изпити за ACCA qualification.
На 11 юни 2025 г. с решение Народното събрание преобразува частно специализирано висше училище с наименование „Висше училище по застраховане и финанси“ със седалище - София, в Университет по застраховане и финанси.

## Оценен
- УЗФ заема 3-то място в рейтинговата система на висшите училища в България предоставена от Министерство на образованието и науките. Така висшето училище е сред най-добрите български университети в направление „Икономика“ и е класиран на високо ниво.[1]

## Специалности
В университета могат да се обучават студенти ОКС „бакалавър“ в редовна и дистанционна форма на обучение по следните специалности:
- Информационни технологии и бизнес мениджмънт – (съвместна програма с Великотърновския университет "Св. св. Кирил и Методий")
- Бизнес стратегии и управление на проекти
- Финанси и международен бизнес
- Мениджмънт, маркетинг и дигитален бизнес
- Застраховане и осигуряване
- Счетоводство и одит
- Бизнес психология и човешки ресурси
- Бизнес мениджмънт и маркетинг (с преподаване на английски език)

УЗФ предлага обучение за ОКС „магистър“ в редовна и дистанционна форма на обучение по следните специалности:
- Застрахователен бизнес и финансови технологии
- Зелена икономика и устойчиво развитие
- Финанси
- Финансов мениджмънт и маркетинг
- Счетоводство, одит и корпоративен анализ – акредитирана от ACCA
- Дигитален маркетинг
- Застрахователен бизнес и риск мениджмънт
- Управление на човешките ресурси и лидерско поведение
- Международно банкиране и финанси (с преподаване на английски език)
- Бизнес мениджмънт и маркетинг (с преподаване на английски език)

Съвместни магистърски програми
- Банков мениджмънт и инвестиционна дейност – (в партньорство с Fibank)
- Финтех, финанси и дигитални иновации - (в партньорство с Българската финтех асоциация)
- Бизнес софтуер и ERP платформи - (в партньорство с ERP Academy)
- Икономика и организация на лечебните заведения (съвместна програма с Медицински университет-Плевен)

## Докторски програми
Докторските програми във УЗФ обхващат широк спектър от професионално направление „Икономика“: финанси, бизнес, застраховане, осигуряване, социално и здравноосигуряване, банкиране, маркетинг, счетоводство, контрол, одит и анализ, финансова математика, мениджмънт, предприемачество и всичко останало, което е свързано с икономиката.
Във УЗФ се подготвят и кадри, които са заявили желание да разработят дисертационен труд в самостоятелна или дистанционна форма на обучение – докторанти (с подготвен проект на дисертационен труд) и кандидат-докторанти (без предварително подготвен проект на дисертационен труд). С помощта на консултант кандидат-докторантът получава методическа помощ на високо научно ниво с цел подготовка на проект на дисертационен труд. След одобрение на проекта кандидат-докторантът се зачислява в докторантура на самостоятелна/дистанционна форма на обучение.
За обучение и присъждане на образователната и научна степен „доктор“ УЗФ е акредитирано от Постоянната комисия по стопански науки и управление на Националната агенция за оценяване и акредитация- НАОА, която е пълноправен член на Европейската асоциация за осигуряване на качество във висшето образование ENQA и пълноправен член на Европейския регистър по осигуряване на качество на висшето образование EQAR.

## Ръководство
Академичното ръководство на УЗФ включва:
- ректор – чл.-кор. проф. д.ю.н. Борис Велчев[2]
- заместник-ректор – проф. д.н. Юлия Добрева,
- декан – доц. д-р Виктория Гацова

Административно ръководство се осъществява от:
- Апостол Апостолов – президент на УЗФ